# Nošovice

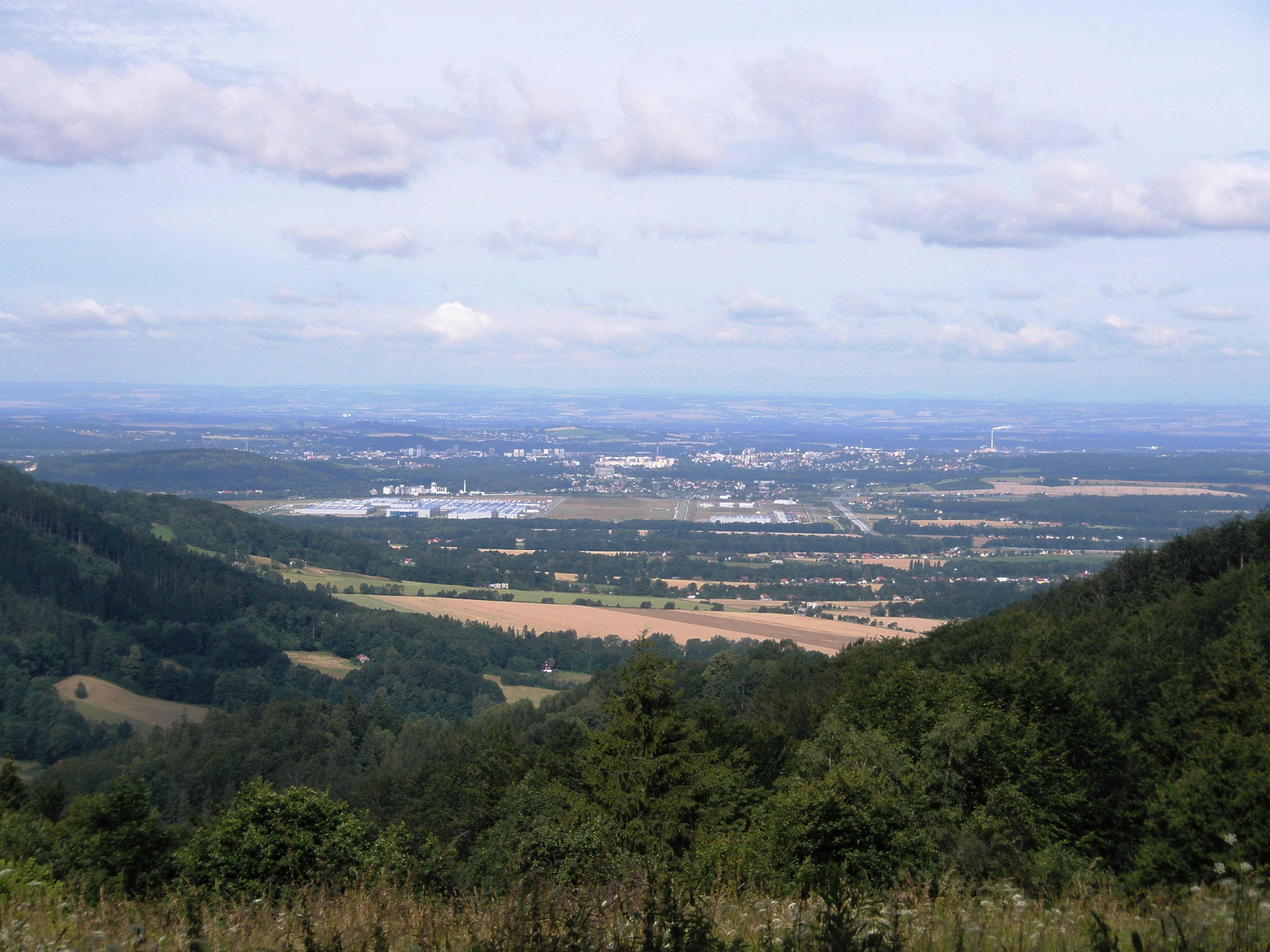
Nosovice (2009)

Nošovice (deutsch Noschowitz, älter auch Nossowitz, polnisch Noszowice) ist eine Gemeinde in Tschechien. Sie liegt sieben Kilometer südöstlich von Frýdek-Místek und gehört zum Okres Frýdek-Místek.

## Geographie
Nošovice befindet sich am rechten Ufer der Morávka im Beskidenvorland. Westlich erhebt sich der Hügel Vrchy (433 m). Östlich des Dorfes verläuft der zur Verstärkung des Zuflusses der Talsperre Žermanice angelegte Zuführungskanal Morávka-Žermanice, der Wasser von der Morávka in die Lučina leitet. Im Norden liegt das Umspannwerk Nošovice, nordöstlich das große Gelände des Hyundai-Automobilwerkes Nošovice.
Nachbarorte sind Pazderna und Vojkovice im Norden, Bukovice im Osten, Nižní Lhoty im Südosten, Skalice im Südwesten, Na Kamenci im Westen sowie Dobrá im Nordwesten.

## Geschichte
Das Dorf Potměšovice wurde 1573 im Zuge der Abtrennung der zuvor bereits an Jan Pukler verpfändeten Herrschaft Friedeck vom Herzogtum Teschen erstmals urkundlich erwähnt. Käufer der Herrschaft und damit auch Besitzer des Dorfes wurden die Brüder Georg und Matthias von Logau. 1664 wurde im Urbar erstmals der Name Nošovice verwendet.
Die Bewohner lebten von der Landwirtschaft und zu Beginn des 19. Jahrhunderts begann eine Glasfabrik mit der Produktion von Feldflaschen.
Bis zur Aufhebung der Patrimonialherrschaften blieb Nošovice zu Friedeck zugehörig.
Ab 1850 bildete Noschowitz eine Gemeinde im Bezirk Teschen. Ab 1908 gehörte der Ort zum Bezirk Friedeck. Nach dem Zweiten Weltkrieg wurde Nošovice dem Okres Místek zugeordnet und kam 1961 nach dessen Auflösung zum Okres Frýdek-Místek. 1966 wurde die Brauerei Radegast errichtet. Zwischen 1980 und 1990 war Nošovice nach Dobrá eingemeindet.
Im April 2006 begann die Hyundai Motor Company bei Nošovice mit der Errichtung ihres Werkes „Hyundai Motor Manufacturing Czech“, das im September 2009 eröffnet wurde. Das Werksgelände liegt neben dem Umspannwerk Nošovice direkt an der Schnellstraße R 48 von Frýdek-Místek nach Český Těšín und der Bahnstrecke Český Těšín–Frýdek-Místek und wird durch ein Anschlussgleis angeschlossen. In das erste europäische Automobilwerk hat der Hyundai-Konzern 1,1 Milliarden Euro investiert; es soll 1850 Arbeitsplätze schaffen, dazu noch bis zu 7000 Arbeitsplätze in der Zulieferindustrie. Vorgesehen ist das Werk zunächst mit 200.000 Fahrzeugen u. a. vom Typ i30 sowie eines Minivans der Marke Kia pro Jahr.

## Gemeindegliederung
Für die Gemeinde Nošovice sind keine Ortsteile ausgewiesen.

## Bedeutende Unternehmen
- Brauerei Radegast
- Hyundai Motor Manufacturing Czech

## Sehenswürdigkeiten
- zwei Kapellen, eine davon befindet sich an der Ortsgrenze zu Dobrá am Platz Piket und wurde errichtet zur Erinnerung an ein Gefecht im Dreißigjährigen Krieg
- Naturdenkmal Skalická Morávka